# Dhoonidhoo
Dhoonidhoo (Dhivehi ދޫނިދޫ, selten Dunidu), bekannt als Dhoonidhoo Prison Island, ist eine Insel der Malediven im Nord-Malé-Atoll, die als Gefängnisinsel genutzt wird.
Die etwa 230 × 300 Meter große Insel liegt ungefähr 2 Kilometer nördlich der Hauptstadtinsel Malé. Die nächsten, jeweils ca. 1200 bis 1300 Meter entfernten Nachbarinseln sind die Flughafeninsel Hulhulé, das als Kraftstofflager genutzte Funadhoo sowie das untermeerische Riff Bentofessinat.
Bis 1964 diente die Insel als Sitz der britischen Kolonialbeamten. Nach der Unabhängigkeit kam die Insel in den Besitz des Präsidenten, dessen Privatresidenz jedoch auf die benachbarte Insel Aarah verlegt wurde. Vermutlich bereits unter Präsident Nasir wurde Dhoonidhoo zum Gefängnis umgebaut; während der Herrschaft seines autokratisch regierenden Nachfolgers Maumoon Gayoom (1978 bis 2008) wurde die Insel dann zusammen mit dem Gefängnis auf Maafushi
als Internierungslager (Dhoonidhoo detention center) für politische Gefangene berüchtigt. Laut Angaben von Menschenrechtsorganisationen soll es dort systematisch zu Folter gekommen sein, mindestens eine Person (Muaviath Mahmood 2005) kam dort unter ungeklärten Umständen ums Leben. Seit der Demokratisierung der Malediven 2008 wird über die Schließung des Gefängnisses diskutiert.
Neben dem Gefängnis befindet sich auf der Insel auch ein Benzin-Lager der State Trading Organization Plc mit einer Kapazität von 1500 Tonnen.

## Lage
Dhoonidhoo liegt nördlich der Hauptinsel von Malé (Dho. auf der Karte):